# 「反綠共，戰獨裁」遊行
「反綠共，戰獨裁」遊行是中國國民黨與台灣民眾黨於2025年4月26日在中華民國臺北市中正區的凱達格蘭大道上發起的遊行活動，該活動訴求為呼籲總統賴清德下台、終結大罷免、釋放柯文哲與守護台灣的民主自由。中國國民黨主席朱立倫、台灣民眾黨主席黃國昌、立法院長韓國瑜、台中市長盧秀燕、網紅「館長」陳之漢等人出席了此次遊行。

## 背景
2024年9月，前台北市長、台灣民眾黨前主席柯文哲因涉入京華城案與政治獻金案，遭到台北地檢署調查並羈押至今。民眾黨認為民進黨政府利用司法系統對付在野領袖，是一種政治迫害，批評法院在缺乏關鍵證據、當事人配合調查的情況下仍持續延押，質疑司法獨立性遭到破壞。
2025年2月，泛綠民間團體發起「大罷免行動」，目標是罷免30多位國民黨籍立法委員。國民黨認為這是一場政治追殺，旨在削弱在野黨的力量。
2025年4月，台北地檢署針對國民黨發起的罷免行動進行調查，懷疑存在「幽靈連署」的情況。檢方對國民黨多地黨部進行搜索，並約談多位黨部幹部，已有多人交保、羈押，包括國民黨台北市黨部主委黃呂錦茹。國民黨認為此舉是執政黨利用司法系統打壓在野黨，批評檢調「辦藍不辦綠」，並指控民進黨政府濫用權力。
為了反制這一行動，國民黨主席朱立倫號召支持者於4月26日上凱道，舉行「反綠共、戰獨裁」遊行，表達對執政黨的不滿。
2025年4月22日，國民黨主席朱立倫與民眾黨主席黃國昌，共同召開在野領袖峰會，聚焦川普關稅戰衝擊、大罷免、司法改革等議題，朱立倫當面邀請黃國昌4月26日一起上凱道戰獨裁，黃國昌承諾會代表台灣民眾黨參與凱道人民的集結。
在426遊行前一週，泛绿民間團體於4月19日舉行「拒絕統戰，守護台灣」遊行。

## 出席人員

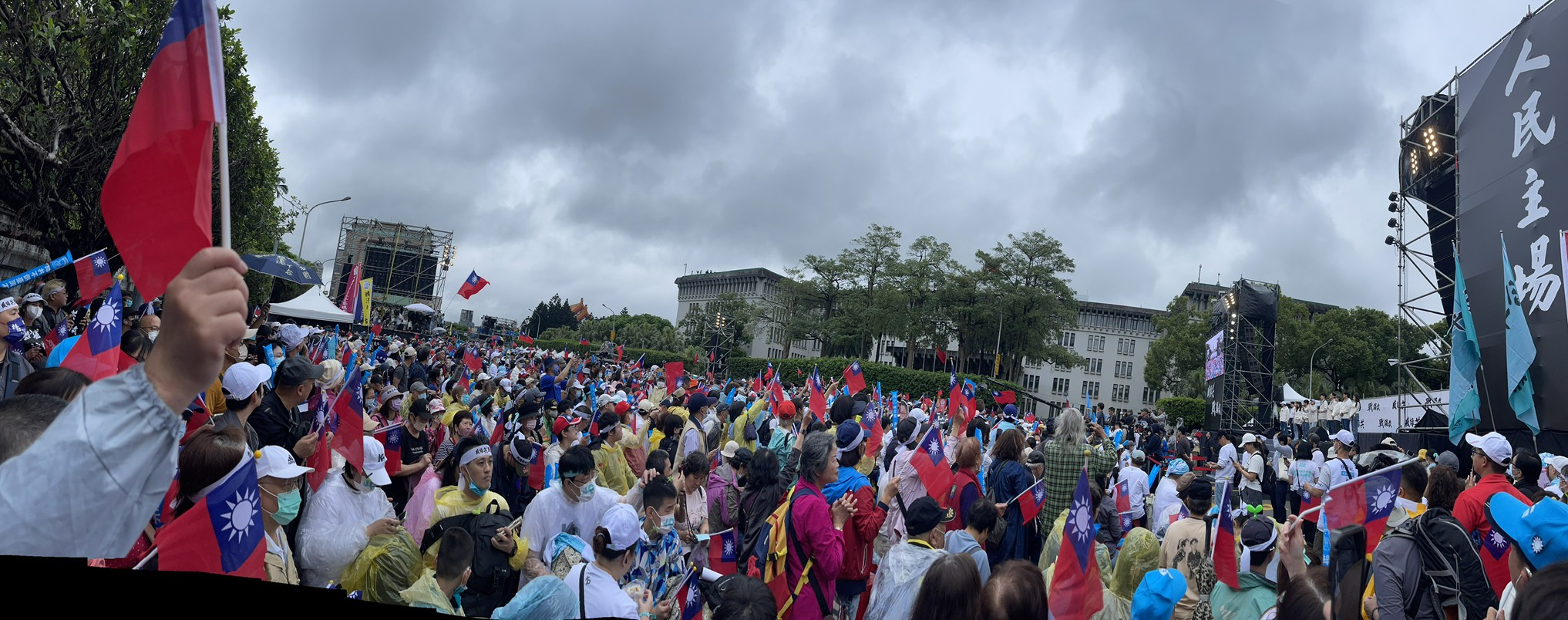
遊行當天人潮，現場下大雨。

- 國民黨青年團：國民黨發言人楊智伃、國民黨副發言人暨青年團執行長鄧凱勛、副發言人康晉瑜、青年團總團長黃騰憲。
- 中國國民黨立法院黨團
- 國民黨全台公職人員（議長、縣市議員）
- 前總統 馬英九
- 立法院院長 韓國瑜
- 網紅「館長」陳之漢
- 民眾黨全台公職人員（立委、縣市議員）
- 台灣民眾黨主席 黃國昌
- 台北市市長 蔣萬安
- 新北市市長 侯友宜
- 桃園市市長 張善政
- 基隆市市長 謝國樑
- 台中市市長 盧秀燕
- 中國國民黨主席 朱立倫

## 評價
遊行之前，民主進步黨立法院黨團幹事長吳思瑤將遊行時間「4月26日」與前一年同日中國國民黨立法院黨團總召集人傅崐萁率同黨籍立法委員前往中國大陸相聯繫，反問是次遊行「難道是擁抱『死阿陸仔（死大陸人）』的周年紀念嗎」。
集會活動結束後，加拿大記者寇謐將在社群媒體發佈三字「好噁心」以评價。隨後，他以英文進一步闡述其觀點，並指出作為長期致力於研究、寫作及對抗威權主義的學者與記者，他認為當日於凱達格蘭大道上發生的活動，無論以「鬧劇」還是「悲劇」形容，其形式都對台灣民眾構成了嚴重的侮辱和挑釁。
总统赖清德表示，国民党跟民众党号召群众走上街头，足以证明台湾是一个民主的国家，也没有独裁者。如果真正要战独裁，应该要去北京天安门，至少到中国（大陆）去。
國台辦發言人朱鳳蓮表示，426遊行反映了台灣民眾對賴清德媚美賣台、謀「獨」挑釁，搞「綠色恐怖」，迫害政治異己的憤怒和不滿。

## 爭議

### 疑似違法動員外籍移工
在活動現場，一群佩戴印有「鄭正鈐 新竹正好」字樣帽子的參與者以越南語交談。有直播主試圖採訪其中一人，但對方似乎聽不懂中文，需要一旁的人用越南語協助翻譯，並且對來到集會的緣由表示不清楚。這段畫面在網路上流傳後，引發外界質疑這群人可能是被動員來參與政治集會的外籍移工。有人質疑這可能是「買人頭充場面」的行為。
陽明交通大學科技法律學院特聘教授、新竹罷免行動總部發言人林志潔隨後向新竹地檢署提出告發。並指出，若動員外籍人士參與選舉或罷免相關活動，可能違反《選舉罷免法》；若移工從事非許可工作內容，則恐涉及《就業服務法》。若涉及對價關係，亦可能構成賄選。
此外，罷免行動總部領銜人戴振耀指出，鄭正鈐國會辦公室執行長陳昭彰同時擔任人力資源公司「台力人力國際有限公司」董事長，質疑其與移工動員之間具關聯。台灣人工智慧實驗室創辦人杜奕瑾亦批評，此舉是對台灣人民智商的侮辱。
鄭正鈐辦公室回應稱，參與者多為自發性民眾，部分為持有中華民國身分證之外籍配偶與其子女，並非移工；帽子為因應雨勢所發，未針對身分審查，並批評民進黨抹黑集會，造成民主倒退。
林志潔及罷免團體則提出照片與影片，指出爭議群體於新竹出發時即佩戴鄭正鈐帽子，質疑官方說法與事實不符。
中華民國勞動部表示，已會同內政部移民署進行查察。勞動部次長李健鴻強調，根據《就業服務法》第57條第3款，雇主不得指派移工從事非許可範圍內工作。若查證屬實，雇主可處3萬至15萬元罰鍰，並依人數廢止聘僱許可，且兩年內不得再聘僱移工。
中國國民黨立委林沛祥批評勞動部此舉「選擇性執法」，並指控為政治操作。

### 劉導演言論
集會前夕，抖音用戶「中國台灣劉導演」（自稱居住於臺灣屏東，帳號IP位置属地顯示為福建福州）在其帳號上發布多段涉及426凱道集會的言論。其內容包括批評民主進步黨政府「太過分」，並稱「現狀只能用革命來解決」。此外，劉導演認為由中國國民黨與台灣民眾黨主辦的相關遊行活動「過於無趣」，並宣稱將前往臺北，計畫於集會現場製造混亂，具體內容包括在警方與參與者對峙時高喊「打啊！」，意圖引發現場衝突。
此外，劉導演於影片中公開呼籲「解放軍儘速行動」，並表示若解放軍無意介入，則「我們先革命，你們來收尾」，表達對解放军行動遲緩的不滿。
屏東縣政府警察局則表示，已掌握相關資訊並報請屏東地檢署指揮偵辦，將持續監控發展，若發現違法情事將依法處理。警方亦呼籲民眾理性合法參與集會，避免脫序行為。
檢方表示，參與集會屬個人自由，目前尚未進行監控措施，但已將掌握情資轉交臺北地檢署，作為可能事態發展的因應準備。國民黨屏東縣黨部經查證後表示，劉導演並不在其報名參加遊行之名單中，並認為其相關發言不當，可能對活動造成干擾或誤導輿論焦點。